# Flidais
Flidais, auch Flidhais, ist eine weibliche Gottheit der Natur und des Waldes und auch eine Sagengestalt aus dem Lebor Gabála Érenn („Das Buch der Landnahmen Irlands“) und dem Ulster-Zyklus der keltischen Mythologie Irlands. Sie ist eine Göttin des Überflusses und der Fruchtbarkeit.
Flidais fährt auf einem von wilden Hirschen (Bua Flidais – „Vieh der Flidais“) gezogenen Wagen einher, ist aber auch die Schutzpatronin der Haustiere. In der Erzählung Táin Bó Flidhais („Das Wegtreiben von Flidais’ Rindern“) ist sie die Gattin König Oilill Fionns von Mayo und besitzt eine magische Kuh, die jede Nacht Milch für 30 Männer gibt. Hier wird auch erzählt, dass Fergus mac Róich, der Oilill tötet und sie entführt, ein derart unersättlicher Liebhaber sei, dass er gezwungen wäre, sieben Frauen zu beschlafen, wenn sie sich ihm verweigert. Flidais wird aber auch als Gattin eines ansonsten unbekannten Elfen namens Ádammair genannt, mit dem sie in einem Elfenhügel (Síd) wohnen soll.
Ihre Töchter mit einem anderen Gatten, nämlich Tuirenn, Fand, Bé Chuma und Be Theite, haben ihre Leidenschaftlichkeit geerbt, die vierte Tochter Danann ist eine Hexe, die auf der Seite der Túatha Dé Danann in der Schlacht von Cath Maige Tuired („Die Schlacht von Mag Tuired“) kämpft. Auch Flidais wird diesem Volk zugezählt.
In südirischen Sagen der Éoghanachta von Caisil trägt Flidais den Beinamen Foltchain („Schönhaar“) und gilt als Mutter des Königs Nia Segamain.